# Taiyō Hiraoka
Taiyō Hiraoka (japanisch 平岡 大陽 Hiraoka Taiyō; * 14. September 2002 in Takarazuka, Präfektur Hyōgo) ist ein japanischer Fußballspieler.

## Karriere
Taiyō Hiraoka erlernte das Fußballspielen in der Jugendmannschaft des Erstligisten Cerezo Osaka sowie in der Schulmannschaft der Riseisha High School. Seinen ersten Vertrag unterschrieb er am 1. Februar 2021 bei Shonan Bellmare. Der Verein aus Hiratsuka, einer Stadt in der Präfektur Kanagawa, spielte in der ersten japanischen Liga. Sein Erstligadebüt gab Taiyō Hiraoka am 30. Mai 2021 (17. Spieltag) im Auswärtsspiel gegen Tokushima Vortis. Hier stand er in der Startelf und wurde nach der Halbzeitpause gegen Naoki Yamada ausgewechselt.